# Warren Oates
Pour les articles homonymes, voir Oates.
Warren Oates est un acteur américain né à Depoy (Kentucky) le 5 juillet 1928, et mort à Los Angeles le 3 avril 1982. On se souvient de lui notamment dans les westerns de Sam Peckinpah et de Monte Hellman.

## Biographie
Warren Mercer Oates est né à Depoy dans le Kentucky, fils cadet de Bayless Earle Oates et de Sarah Alice Mercer. Son père était épicier mais a très vite changé de métier pendant la Grande Dépression. Comme tous les jeunes de son âge, le jeune Warren aide sa famille en participant à des cueillettes, à des récoltes dans les immenses champs de fraisiers. Par la suite il chargera des camions dans une sablière pour un salaire de misère. Juste après le lycée, il s'engage dans les Marines, où il servira deux ans en qualité de mécanicien dans la branche aéronautique de cette arme. Il retourne alors à la vie civile et s'inscrit à l'Université de Louisville, où il se passionne pour le théâtre. En 1954 il tente de percer à Broadway mais n'obtient que de petits rôles dans des émissions de télé comme Studio One. En attendant de décrocher des rôles, il tient le vestiaire du Club 21 à New York. Déçu de la qualité des rôles qu'on lui propose, il part tenter sa chance à Hollywood.
Il joue dans plusieurs feuilletons western comme Gunsmoke (où il fait la rencontre de Sam Peckinpah) ou bien encore the Rifleman. Il décroche son tout premier rôle au cinéma dans Up Periscope de Gordon Douglas qui l'avait déjà repéré dans ces apparitions à la télévision new-yorkaise. Il est à nouveau engagé par ce même Douglas pour Le Géant du Grand Nord. Après avoir joué dans des films plus ou moins réussis, il décroche en 1962 un rôle dans Coups de feu dans la Sierra de Sam Peckinpah. Il joue le rôle de Henry Hammond, celui qui refuse de se laver pour le mariage de son frère. Il joue un homme timide qui semble communiquer uniquement avec son corbeau. Ce rôle lui permet d'aborder un personnage complexe, marginal et anormal qui fera sa renommée dans les films suivants. Trois ans plus tard dans Major Dundee, malgré un montage massacré du producteur Breslin qui fait enlever de nombreuses de scènes dans lesquels Oates jouait, Warren Oates livre dans ce chef-d'œuvre une interprétation remarquable d'un soldat confédéré prisonnier qui doit aider Charlton Heston pour arrêter un chef indien. Il incarne comme à son habitude un vaurien dont le rôle du frère est à nouveau joué par Ben Johnson. Dans une scène mémorable, il supplie son supérieur Richard Harris de ne pas être fusillé après sa tentative de désertion. Grâce à ce rôle, Peckinpah fera encore appel à lui pour ces futurs projets. Oates enchaîne les rôles et alterne avec le cinéma et la télévision tout au long des années 1960.
Warren Oates se fait remarquer très vite du grand public grâce à ses brillantes prestations dans Dans la chaleur de la nuit de Norman Jewison et La Balade sauvage de Terrence Malick où ses rôles de marginaux font de lui l'un des acteurs les plus talentueux de sa génération. Sa manière d'endosser les personnages n'est pas sans rappeler Robert Mitchum où il parvient à faire passer beaucoup d'émotion sans avoir beaucoup de dialogues. En 1968, il joue dans la légendaire Horde sauvage, célèbre western baroque de Sam Peckinpah. Il joue le rôle d'un acolyte de William Holden.
En 1971, il est au générique d'un film de Peter Fonda L'Homme sans frontière où il donne la réplique à ce dernier ainsi que dans le film culte de Monte Hellman Macadam à deux voies.
En 1973, il est à l'affiche de Dillinger de John Milius et l'année suivante, il a le rôle principal dans un film de Monte Hellman, Cockfighter où il livre une de ses plus probantes performances et parvient à transcender son personnage de Frank Mansfield.
L'année 1974 marque son retour avec Sam Peckinpah, c'est sa quatrième collaboration avec « Bloody Sam » pour Apportez-moi la tête d'Alfredo Garcia. Il joue le rôle de Benny, pianiste minable qui part à la recherche de Garcia en compagnie d'une prostituée Isela Vega pour toucher une grosse prime. À la suite de la mort de sa compagne, son personnage se révolte et entame sa rédemption qui le conduira jusqu'à sa mort. C'est son film le plus personnel où il réalise la meilleure interprétation de toute sa carrière. Les cinéphiles s'accordent pour dire que c'est le rôle de sa vie. Il incarne le double de Peckinpah, (il emprunta les légendaires lunettes de soleil du cinéaste) pour exorciser tous ses démons. Il joue un homme marginal, en proie à des doutes sur son existence, sur la vie, sur la notion de bien et de mal. Le film est un échec commercial et critique mais contribua à renforcer l'amitié indéfectible de Warren et Peckinpah. Le cinéaste dira de lui de manière ironique et sarcastique « Warren Oates is a poet, a singer, and a piss poor actor. For some reason I keep using him all the time ».
À la fin des années 1970, il tourne encore mais ne retrouve plus de rôles intéressants. Il joue un de ses derniers meilleurs rôles dans un film de William Friedkin Têtes vides cherchent coffres pleins (The Brink's Job) avec aussi celui d'un marin rescapé dans le film The White Dawn de Philip Kaufman. 
Le réalisateur Alain Corneau eut l'intention de faire tourner Warren Oates après avoir acquis les droits d'un roman de Jim Thompson 1275 âmes.
Warren Oates était facilement reconnaissable par son physique particulier avec ses tenues mal soignées, sa moustache mal taillée, sa démarche chaloupée et sa chevelure ébouriffée.
Il meurt d'une crise cardiaque le 3 avril 1982 à Los Angeles.

## Warren Oates chez Peckinpah
Dans les quatre films qu'il a tournés pour Sam Peckinpah, il meurt à chaque fois. Dans Coups de feu dans la Sierra il est victime des gâchettes des vétérans Randolph Scott et Joel McCrea. En 1965, dans Major Dundee il est tué d'une balle dans le dos par son supérieur Richard Harris afin de l'empêcher de passer devant le peloton d'exécution yankee dirigé par Charlton Heston. Dans La Horde sauvage, son corps est criblé de balles dans le massacre final ; enfin il tombe sous les assauts des gardes mexicains d'Emilio Fernández dans Apportez-moi la tête d'Alfredo Garcia.
Warren Oates au même titre que James Coburn, Steve McQueen, Ernest Borgnine, Edmond O'Brien, Ben Johnson, L. Q. Jones, Ali MacGraw et Kris Kristofferson fait partie des acteurs fétiches de ce cinéaste désormais culte auprès des jeunes générations de cinéastes et cinéphiles d'aujourd'hui.

## Citation
Warren Oates se définissait comme un acteur trop frêle pour jouer les durs ou les héros, trop humain pour être un véritable méchant, trop dépravé d'allure pour être un gentil. Doté d'un visage très particulier, Oates avait sa propre formule pour se définir : « J'ai une gueule, on dirait deux lieues de route de campagne: tout est marqué, chaque nuit blanche, chaque verre vidé, chaque femme après qui j'ai cavalé ».

## Filmographie
- 1959 : La Mission secrète du sous-marin X-16 (Up Periscope) de Gordon Douglas : le matelot Kovacs
- 1959 : Le Géant du Grand Nord (Yellowstone Kelly) de Gordon Douglas : le caporal
- 1960 : Propriété privée (Private Property) de Leslie Stevens : Boots
- 1960 : La Chute d'un caïd (Rise & Fall of Legs Diamond) de Budd Boetticher : Eddie Diamond
- 1960 : Au nom de la loi (série télévisée) : saison 2 épisode 18 (Angela) : George Aswell
- 1961 : Au nom de la loi (série télévisée) : saison 3 épisode 16 (Le lâche/ The last retreat)) : Clem Robinson
- 1962 : Coups de feu dans la Sierra (Ride the High Country) de Sam Peckinpah : Henry Hammond
- 1962 : L'Île de la violence (Hero's Island) (L'île de la violence) de Leslie Stevens : Wayte Giddens
- 1963 : La Quatrième Dimension (The Twilight Zone) (Série TV) : épisode Les Fantômes du septième de cavalerie (The 7th is Made Up of Phantoms) de Alan Crosland Jr. (saison 5, épisode 10) : Richard Langsford
- 1964 : À l'Ouest du Montana (Mail Order Bride) de Burt Kennedy : Jace
- 1965 : Le Mors aux dents (The Rounders) de Burt Kennedy : Harley Williams
- 1965 : Major Dundee de Sam Peckinpah : O.W. Hadley
- 1966 : La Mort tragique de Leland Drum (The Shooting) de Monte Hellman : Willett Gashade
- 1966 : Le Retour des sept (Return of the Seven) de Burt Kennedy : Colbee
- 1967 : Frontière en flammes (Welcome to Hard Time) de Burt Kennedy : Leo Jenks
- 1967 : Dans la chaleur de la nuit (In the heat of the night) de Norman Jewison : Sam Wood
- 1968 : Le crime, c'est notre business (The Split) de Gordon Flemyng : Marty Gough
- 1969 : Smith ! de Michael O'Herlihy : Walter Charlie
- 1969 : Crooks and Coronets (en) de Jim O'Connolly : Marty Miller
- 1969 : La Horde sauvage (The Wild bunch) de Sam Peckinpah : Lyle Gorsch
- 1970 : Le Reptile (There was a crooked Man…) de Joseph L. Mankiewicz : Floyd Moon
- 1970 : Barquero de Gordon Douglas : Jake Remy
- 1971 : L'Homme sans frontière (The Hired hand) de Peter Fonda : Arch Harris
- 1971 : Macadam à deux voies (Two-lane blacktop) de Monte Hellman : G.T.O.
- 1971 : Chandler (en) de Paul Magwood : Chandler
- 1973 : Le Voleur qui vient dîner (The Thief Who Came to Dinner), de Bud Yorkin : Dave Reilly
- 1973 : Tom Sawyer de Don Taylor : Muff Potter
- 1973 : Kid Blue (en) (Kid Blue) de James Frawley : Reese Ford
- 1973 : Dillinger de John Milius : John Dillinger
- 1973 : La Balade sauvage (Badlands) de Terrence Malick : le père de Holly
- 1974 : The White Dawn de Philip Kaufman : Billy
- 1974 : Cockfighter de Monte Hellman : Frank Mansfield
- 1974 : Apportez-moi la tête d'Alfredo Garcia (Bring me the head of Alfredo Garcia) de Sam Peckinpah : Bennie
- 1975 : Rancho Deluxe de Frank Perry : le joueur d'harmonica dans le bar (cameo non crédité)
- 1975 : Course contre l'enfer (Race with the Devil) de Jack Starrett : Frank Stewart
- 1975 : Trente-sept degrés à l'ombre (92 in the Shade) de Thomas McGuane : Tom Skelton
- 1976 : Dynamite express (en) (Dixie Dynamite) de Lee Frost (en) : Matt
- 1976 : L'Enfer des mandingos (Drum) de Steve Carver : Hammond Maxwell
- 1977 : American Raspberry / Prime Time de Bradley Swirnoff : un des participants dans le sketch "The Charles Whitman Invitational"
- 1977 : Sleeping Dogs de Roger Donaldson : le colonel Willoughby
- 1978 : China 9, Liberty 37 (Amore, piombo e furore) de Monte Hellman : Matthew Sebanek
- 1978 : Têtes vides cherchent coffres pleins (The Sprink's Job) de William Friedkin : Specs O'Keefe
- 1979 : 1941 de Steven Spielberg : le colonel « Madman » Maddox
- 1981 : Les Bleus (Stripes) d'Ivan Reitman : le sergent Hulka
- 1982 : Police frontière (The Border) de Tony Richardson : Red
- 1983 : Tonnerre de feu (Blue Thunder) de John Badham : le capitaine Jack Braddock
- 1983 : La Force de vaincre (Tough Enough) de Richard Fleischer : James Neese

## Voix françaises
- Claude Joseph dans :
  - La Horde sauvage
  - Tonnerre de feu

- Jacques Deschamps dans :
  - Le Crime c'est notre business
  - Les Bleus (1er doublage)

- Georges Aminel dans :
  - Apportez-moi la tête d'Alfredo Garcia
  - Têtes vides cherchent coffres pleins

- André Valmy dans :
  - 1941
  - Police frontière

et aussi :
- Gérard Darrieu dans Le Géant du Grand Nord
- Roger Rudel dans Au nom de la loi (série télévisée)
- Serge Sauvion dans La Chute d'un caïd
- Jean Violette dans Major Dundee
- Pierre Garin dans Le Mors aux dents
- Jacques Thébault dans Le Retour des Sept
- Georges Aubert dans Dans la chaleur de la nuit
- René Arrieu dans Barquero
- Georges Atlas dans Le Reptile
- Jacques Balutin dans La Balade sauvage
- Michel Fortin dans Les Bleus (2e doublage)
- Jacques Dynam dans Les Bleus et les Gris (mini-série)